# أسفل ريمة (المسيمير)

تعديل مصدري - تعديل

اسفل ريمة هي إحدى قرى عزلة المسيمير بمديرية المسيمير التابعة لمحافظة لحج، بلغ تعداد سكانها 52 نسمة حسب تعداد اليمن لعام 2004.